# Ali Kafi
Ali Kafi, en arabe (علي كافي), né le 7 octobre 1928 à El Harrouch en Algérie et mort le 16 avril 2013 à Genève en Suisse, est un militaire et homme d'État algérien. Il dirige l'Algérie du 2 juillet 1992 au 30 janvier 1994.
Militaire de carrière, militant du FLN durant la guerre d'Algérie, il exerce comme ambassadeur d'Algérie dans plusieurs pays, après l'indépendance. Il succède à Mohamed Boudiaf en devenant, du 2 juillet 1992 au 30 janvier 1994, le second président du Haut Comité d'État, organe transitoire de la gestion de l'État.

## Biographie

### Formation religieuse
Il est né le 7 octobre 1928 à M'Souna, localité près de la ville d'El Harrouch dans l'actuelle wilaya de Skikda, dans une famille de petits paysans affiliée à la célèbre confrérie musulmane Rahmaniya. Le père d'Ali Kafi, cheikh El Hocine, qui se chargea de son éducation, lui dispensa lui-même l'enseignement religieux. En 1946, il est envoyé dans une école coranique réputée de Constantine, l'Institut Kettenia. Marqué par les massacres de Sétif de 1945, adhérant rapidement aux idées nationalistes du Parti du peuple algérien (PPA), il y forme avec d'autres étudiants une cellule militante. Diplômé « El Ahlia » en 1950, il part en Tunisie renforcer sa formation dans la grande université islamique de la mosquée Zitouna. Il y côtoie les milieux nationalistes tunisiens et participe à plusieurs actions militantes. Expulsé de Tunisie en 1952, il purge alors une peine de six mois de prison pour ses activités.

### Militant nationaliste
Libéré, il reprend ses activités nationalistes, et est nommé enseignant dans une école libre de Skikda tenue par le Mouvement pour le triomphe des libertés démocratiques en Algérie (MTLD). Le 1er novembre 1954, au déclenchement de la guerre d'Algérie, Ali Kafi est contacté par Didouche Mourad, responsable FLN de la zone II (Nord Constantinois). Il intensifie alors son action militante à Skikda et rejoint l'Armée de libération nationale (ALN). Sous les ordres de Zighoud Youcef, à la tête de la wilaya II après la mort de Didouche Mourad, il participe aux massacres du Constantinois en 1955 entrant dans la lutte armée. En août 1956, il fait partie de la délégation de la wilaya II du congrès de La Soummam, qui met en place les structures administratives et militaires du mouvement indépendantiste. Il devient alors représentant militaire, puis colonel, et enfin commandant de la wilaya de 1957 à 1959. En mai 1959, il fait partie des dix colonels chargés de l’organisation des opérations militaires de l’ALN à Tunis, où il s'installe jusqu'à l'indépendance algérienne. Durant la crise de l’été 1962, il soutient le Gouvernement provisoire de la République algérienne (GPRA) de Benyoucef Benkhedda face au bureau politique du FLN de Ben Bella.

### Carrière diplomatique
Après l'indépendance, il est nommé ambassadeur d'Algérie dans plusieurs pays.

### Parcours politique

#### Secrétaire général de l'ONM
En 1990, il devient secrétaire général de l'Organisation nationale des moudjahidine.

#### Chef de l'État
Le 11 janvier 1992, après la destitution du président Chadli Bendjedid, l'armée met en place un Haut comité d'État (HCE), organe provisoire de la gestion de l'État, et Ali Kafi en est nommé membre. En pleine « décennie noire », le 2 juillet 1992, il succède à Mohamed Boudiaf, assassiné, à la présidence du HCE. Devenant de plus en plus entreprenant, il entame notamment sans concertation un dialogue avec les partis politiques, une conférence du HCE décide alors de le remplacer. Il remet ses pouvoirs de chef de l'État à Liamine Zéroual le 30 juin 1994.

### Dernières années et mort
Ali Kafi publie ses mémoires en 2002 dans un ouvrage intitulé Du militant politique au dirigeant militaire où il revient notamment sur de nombreuses zones d'ombres de la « révolution algérienne », ouvrage pour lequel il sera lourdement critiqué notamment pour ses révélations, jugées offensantes, entre autres sur Abane Ramdane.
Il meurt le 16 avril 2013 à Genève à l'âge de 84 ans. Huit jours de deuil national sont décrétés puis il est enterré au cimetière d'El Alia.

## Décorations
- Sadr de l'ordre du Mérite national d'Algérie.